# ボグダン・ステレア

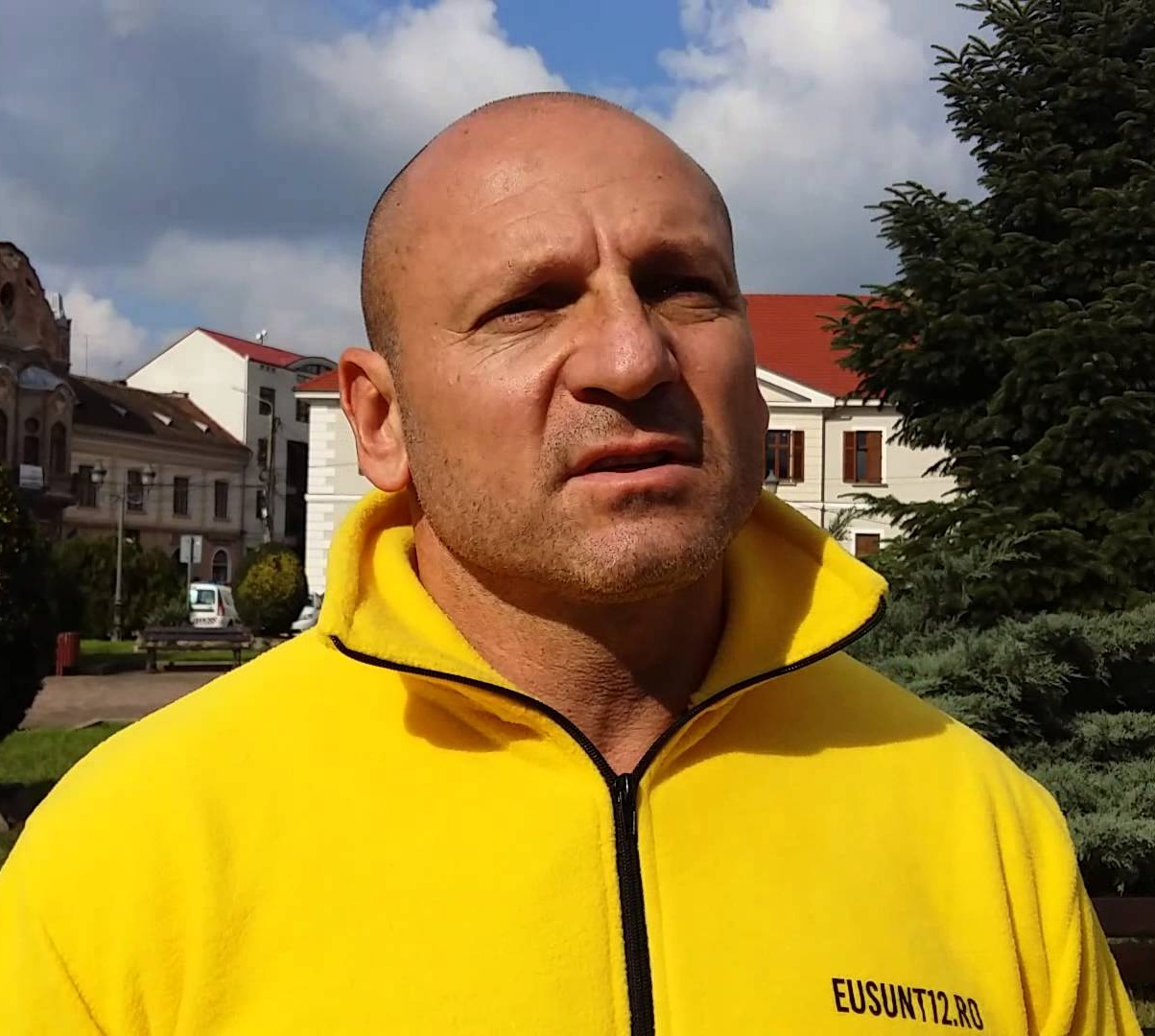
ボグダン・ステレア

ボグダン・ゲオルゲ・ステレア（Bogdan Gheorghe Stelea、1967年12月5日 - ）は、ルーマニア出身の元サッカー選手、サッカー指導者。現役時代のポジションはGK。元サッカールーマニア代表。

## 経歴
ルーマニア代表ゴールキーパーとして1994年のワールドカップ・アメリカ大会をはじめ、EURO1996や1998年のワールドカップ・フランス大会など、ゲオルゲ・ハジらとともにルーマニア躍進の原動力となり、ゴールマウスを守った。代表キャップ数92は歴代6位の記録である。
2009年に現役から引退し、ルーマニア代表のアシスタントコーチ、U-21代表監督などを務めた。

## 所属クラブ
- ディナモ・ブカレスト 1988-1992
- RCDマジョルカ 1991-1993
- スタンダール・リエージュ 1993-1994
- ラピド・ブカレスト 1994-1995
- サムスンスポル 1994-1995
- ステアウア・ブカレスト 1995-1997
- UDサラマンカ 1997-2002
- ラピド・ブカレスト 2001-2002
- UDサラマンカ 2002-2004
- ディナモ・ブカレスト 2004-2005
- APOアクラティトス 2005-2006
- FCオツェルル・ガラツィ 2005-2006
- FCウニレア・ウルジチェニ 2006-2008
- FCブラショフ 2008-2009

## 代表歴

### 出場大会
- ルーマニア代表
  - 1990 FIFAワールドカップ
  - 1994 FIFAワールドカップ
  - 1998 FIFAワールドカップ

### 試合数
- 国際Aマッチ 92試合 0得点（1988年-2005年）[2]

| ルーマニア代表 | 国際Aマッチ | 国際Aマッチ |
| 年             | 出場        | 得点        |
| -------------- | ----------- | ----------- |
| 1988           | 1           | 0           |
| 1989           | 1           | 0           |
| 1990           | 4           | 0           |
| 1991           | 2           | 0           |
| 1992           | 6           | 0           |
| 1993           | 1           | 0           |
| 1994           | 11          | 0           |
| 1995           | 6           | 0           |
| 1996           | 6           | 0           |
| 1997           | 7           | 0           |
| 1998           | 12          | 0           |
| 1999           | 7           | 0           |
| 2000           | 9           | 0           |
| 2001           | 8           | 0           |
| 2002           | 4           | 0           |
| 2003           | 2           | 0           |
| 2004           | 4           | 0           |
| 2005           | 1           | 0           |
| 通算           | 92          | 0           |

## 指導歴
- ルーマニア（アシスタントコーチ） 2009-2011
- AFCアストラ・ジュルジュ 2012
- U-21ルーマニア代表 2013-2014
- FCヴィトルル・コンスタンツァ 2014